# Grand Prix de la FIDE femení 2015-2016
El Grand Prix de la FIDE femení 2015–2016 fou una sèrie de cinc torneigs d'escacs exclusivament per a dones, que serviren per determinar una jugadora per a jugar en el Campionat del món d'escacs femení de 2017.

## Format
Foren seleccionades setze dones per competir en aquests torneigs. Cada jugadora acordà en un contracte participar en tres d'aquests torneigs. Les jugadores han donar la seva preferència dels torneigs una vegada s'ha anunciat la llista de ciutats amfitriones i les dates.
Cada torneig és un torneig de totes contra totes a una volta i format per 12 jugadores. Per a cada partida, la puntuació de les jugadores seria d'1 punt per victòria, ½ punt per taules i 0 per derrota. Els punts del Grand Prix foren repartits segons la classificació de les jugadores: 160 punts Grand Prix pel primer lloc, 130 pel segon lloc, 110 pel tercer lloc, i a partir de llavors 90 punts fins a 10 punts, baixant de 10 en 10. En cas d'un empat en punts, els punts Grand Prix serien compartits entra totes les jugadores empatades.
Només es compten els tres millors resultats. La jugadora amb el més punts Grand Prix seria la guanyadora. La FIDE es reserva el dret de canviar ubicacions i dates i d'augmentar els torneigs a sis i jugadores a divuit si el patrocini extra fos assegurat per finals d'abril de 2016.

## Jugadores i qualificació
Les jugadores convidades pels criteris de qualificació foren:
- Les quatre semi-finalistes del Campionat d'Escacs del Món Femení 2015:

1. Maria Muzitxuk
2. Natàlia Pogonina
3. Pia Cramling
4. Dronavalli Harika

- Les sis jugadores amb Elo més alt (mitjana d'un any):

1. Hou Yifan  (es va retirar dels torneigs perquè no estava d'acord amb el format del vigent campionat del món)[2]
2. Humpy Koneru
3. Nana Dzagnidze
4. Ju Wenjun
5. Anna Muzitxuk
6. Valentina Gúnina

- Dues nominades per la presidència de la FIDE[3]

1. Antoaneta Stéfanova
2. Aleksandra Kosteniuk

- Cinc nomindades per l'organitzador:

1. Almira Skripchenko[4]
2. Sarasadat Khademalsharieh
3. Nino Batsiashvili[5]
4. Zhao Xue[5]
5. Olga Girya

- Altres jugadores en diversos torneigs:

1. Natàlia Júkova[4]
2. Lela Javakhishvili
3. Bela Khotenashvili

- Dues jugadores competiren en un sol torneig:

1. Elina Danielian
2. Tan Zhongyi

## Premis en metàl·lic i punts del Gran Prix
Els premis en metàl·lic pels torneigs individuals i total quedava el mateix que l'any anterior.
| Lloc | Per cada torneig del Gran Prix | Classificació Global | Punts Gran Prix |
| ---- | ------------------------------ | -------------------- | --------------- |
| 1    | 10,000 €                       | 25,000 €             | 160             |
| 2    | 8,250 €                        | 20,000 €             | 130             |
| 3    | 6,750 €                        | 15,000 €             | 110             |
| 4    | 5,750 €                        | 10,000 €             | 90              |
| 5    | 5,000 €                        | 7,500 €              | 80              |
| 6    | 4,500 €                        | 5,500 €              | 70              |
| 7    | 4,250 €                        | 4,000 €              | 60              |
| 8    | 4,000 €                        | 3,000 €              | 50              |
| 9    | 3,250 €                        | –                    | 40              |
| 10   | 3,000 €                        | –                    | 30              |
| 11   | 2,750 €                        | –                    | 20              |
| 12   | 2,500 €                        | –                    | 10              |

## Calendari
Com en el passat Grand Prix masculí, els torneigs varen ser reduïts de sis a cinc.
| No. | Ciutat amfitriona      | Data                          | Guanyadora                                       | Punts (Guanyades/perdudes/taules) |
| --- | ---------------------- | ----------------------------- | ------------------------------------------------ | --------------------------------- |
| 1   | Monte Carlo, Mònaco    | 2–16 octubre 2015             | Hou Yifan (Xina)                                 | 9/11 (+8=2-1)                     |
| 2   | Teheran, Iran          | 10–24 febrer 2016             | Ju Wenjun (Xina)                                 | 7.5/11 (+4=7-0)                   |
| 3   | Batumi, Geòrgia        | 19 Abril – 3 maig 2016        | Valentina Gúnina (RUS)                           | 7.5/11 (+6=3-2)                   |
| 4   | Chengdu, Xina          | 1 – 15 juliol 2016            | Harika Dronavalli (Índia) · Koneru Humpy (Índia) | 7/11 (+3=8-0) 7/11 (+5=4-2)       |
| 5   | Khanti-Mansisk, Rússia | 18 novembre – 2 desembre 2016 | Ju Wenjun (Xina)                                 | 7.5/11 (+5=5-1)                   |

## Classificacions dels torneigs

### Mònaco 2015
| #  | Jugadora                       | Elo  | 1 | 2 | 3 | 4 | 5 | 6 | 7 | 8 | 9 | 10 | 11 | 12 | Total | Dif. Elo | H2H | Victòries | SB    | TPR  | GP  |
| -- | ------------------------------ | ---- | - | - | - | - | - | - | - | - | - | -- | -- | -- | ----- | -------- | --- | --------- | ----- | ---- | --- |
| 1  | Hou Yifan (Xina)               | 2671 | * | 1 | 0 | 1 | 1 | ½ | 1 | 1 | ½ | 1  | 1  | 1  | 9     | +11      | 0   | 8         | 45.00 | 2766 | 160 |
| 2  | Maria Muzitxuk (Ucraïna)       | 2528 | 0 | * | 1 | ½ | ½ | ½ | 1 | 1 | ½ | 1  | ½  | ½  | 7     | +13      | 1   | 4         | 36.00 | 2619 | 120 |
| 3  | Humpy Koneru (Índia)           | 2578 | 1 | 0 | * | ½ | ½ | 1 | 0 | 1 | 0 | 1  | 1  | 1  | 7     | +5       | 0   | 6         | 36.00 | 2614 | 120 |
| 4  | Pia Cramling (Suècia)          | 2513 | 0 | ½ | ½ | * | ½ | ½ | 1 | ½ | ½ | 0  | 1  | 1  | 6     | +17      | ½   | 3         | 29.00 | 2554 | 85  |
| 5  | Natàlia Pogonina (Rússia)      | 2445 | 0 | ½ | ½ | ½ | * | ½ | 0 | 1 | 1 | ½  | ½  | 1  | 6     | 6        | ½   | 3         | 28.25 | 2560 | 85  |
| 6  | Aleksandra Kosteniuk (Rússia)  | 2525 | ½ | ½ | 0 | ½ | ½ | * | 0 | 1 | ½ | ½  | ½  | 1  | 5½    | -1       | 1   | 4         | 26.75 | 2517 | 65  |
| 7  | Antoaneta Stefanova (Bulgària) | 2500 | 0 | 0 | 1 | 0 | 1 | 1 | * | 0 | ½ | ½  | ½  | 1  | 5½    | +3       | 0   | 2         | 27.25 | 2519 | 65  |
| 8  | Nana Dzagnidze (Geòrgia)       | 2573 | 0 | 0 | 0 | ½ | 0 | 0 | 1 | * | 1 | ½  | ½  | 1  | 5     | -14      | 0   | 4         | 21.25 | 2476 | 50  |
| 9  | Almira Skripchenko (França)    | 2441 | 0 | ½ | 0 | 0 | ½ | ½ | ½ | 0 | * | 1  | ½  | 1  | 4½    | +3       | 1½  | 2         | 20.25 | 2459 | 30  |
| 10 | Natàlia Júkova (Ucraïna)       | 2485 | 0 | 0 | 0 | 1 | ½ | ½ | ½ | ½ | ½ | *  | ½  | ½  | 4½    | -5       | 1   | 1         | 22.25 | 2455 | 30  |
| 11 | Anna Muzitxuk (Ucraïna)        | 2549 | ½ | ½ | 1 | ½ | 0 | ½ | ½ | 0 | 0 | ½  | *  | ½  | 4½    | -15      | ½   | 1         | 26.50 | 2450 | 30  |
| 12 | Sara Khadem (Iran)             | 2402 | 0 | ½ | 0 | 0 | 0 | 0 | 0 | 0 | ½ | ½  | 0  | *  | 1½    | -22      | 0   | 0         | 8.00  | 2219 | 10  |

### Teheran 2016
| #  | Jugadora                       | Elo  | 1 | 2 | 3 | 4 | 5 | 6 | 7 | 8 | 9 | 10 | 11 | 12 | Total | Dif. Elo | H2H | Victòries | TPR  | GP  |
| 1  | Ju Wenjun (Xina)               | 2558 | * | ½ | ½ | ½ | 1 | 1 | ½ | ½ | ½ | 1  | 1  | ½  | 7½    | +11      | 0   | 4         | 2631 | 160 |
| 2  | Sara Khadem (Iran)             | 2403 | ½ | * | 1 | ½ | ½ | ½ | 0 | 1 | ½ | ½  | 1  | 1  | 7     | +31      | 1   | 4         | 2614 | 120 |
| 3  | Zhao Xue (Xina)                | 2506 | ½ | 0 | * | 1 | ½ | 0 | 1 | ½ | 1 | 1  | ½  | 1  | 7     | +15      | 0   | 5         | 2605 | 120 |
| 4  | Natàlia Pogonina (Rússia)      | 2454 | ½ | ½ | 0 | * | 1 | 1 | 0 | ½ | 1 | 1  | 0  | 1  | 6½    | +18      | 1   | 5         | 2573 | 85  |
| 5  | Nana Dzagnidze (Geòrgia)       | 2529 | 0 | ½ | ½ | 0 | * | ½ | 1 | 1 | 1 | 0  | 1  | 1  | 6½    | +6       | 0   | 5         | 2566 | 85  |
| 6  | Koneru Humpy (Índia)           | 2583 | 0 | ½ | 1 | 0 | ½ | * | ½ | 1 | ½ | ½  | 1  | ½  | 6     | -8       | 0   | 3         | 2532 | 70  |
| 7  | Natàlia Júkova (Ucraïna)       | 2484 | ½ | 1 | 0 | 1 | 0 | ½ | * | ½ | 1 | 0  | ½  | ½  | 5½    | +3       | 0   | 3         | 2505 | 60  |
| 8  | Valentina Gúnina (Rússia)      | 2496 | ½ | 0 | ½ | ½ | 0 | 0 | 0 | * | ½ | 1  | ½  | 1  | 4½    | -9       | ½   | 2         | 2504 | 45  |
| 9  | Harika Dronavalli (Índia)      | 2511 | ½ | ½ | 0 | 0 | 0 | ½ | ½ | ½ | * | ½  | 1  | ½  | 4½    | -11      | ½   | 1         | 2438 | 45  |
| 10 | Pia Cramling (Suècia)          | 2529 | 0 | ½ | 0 | 0 | 1 | ½ | 1 | 0 | ½ | *  | ½  | 0  | 4     | -18      | 0   | 2         | 2400 | 30  |
| 11 | Antoaneta Stefanova (Bulgària) | 2509 | 0 | 0 | ½ | 1 | 0 | 0 | ½ | ½ | 0 | ½  | *  | ½  | 3½    | -21      | ½   | 1         | 2370 | 15  |
| 12 | Nino Batsiashvili (Geòrgia)    | 2485 | ½ | 0 | 0 | 0 | 0 | ½ | ½ | 0 | ½ | 1  | ½  | *  | 3½    | -17      | ½   | 1         | 2372 | 15  |
Sara Khadem va aconseguir la seva primera norma de GM.

### Batumi 2016
| #  | Jugadora                      | Elo  | 1 | 2 | 3 | 4 | 5 | 6 | 7 | 8 | 9 | 10 | 11 | 12 | Total  | SB    | TPR  | GP  |
| 1  | Valentina Gúnina (Rússia)     | 2497 | X | 1 | ½ | 1 | 0 | ½ | 1 | 0 | 1 | 1  | 1  | ½  | 7.5/11 |       | 2633 | 160 |
| 2  | Aleksandra Kosteniuk (Rússia) | 2557 | 0 | X | ½ | ½ | 1 | ½ | 1 | 1 | ½ | 0  | 1  | ½  | 6.5/11 |       | 2559 | 130 |
| 3  | Nino Batsiashvili (Geòrgia)   | 2476 | ½ | ½ | X | 1 | 0 | ½ | ½ | 1 | ½ | 1  | 0  | ½  | 6.0/11 | 33.00 | 2534 | 100 |
| 4  | Anna Muzitxuk (Ucraïna)       | 2555 | 0 | ½ | 0 | X | ½ | 1 | 1 | ½ | ½ | 1  | ½  | ½  | 6.0/11 | 31.25 | 2528 | 100 |
| 5  | Nana Dzagnidze (Geòrgia)      | 2535 | 1 | 0 | 1 | ½ | X | ½ | 0 | 1 | 0 | ½  | ½  | ½  | 5.5/11 | 31.00 | 2498 | 70  |
| 6  | Almira Skripchenko (França)   | 2453 | ½ | ½ | ½ | 0 | ½ | X | 0 | ½ | 1 | ½  | ½  | 1  | 5.5/11 | 29.00 | 2504 | 70  |
| 7  | Zhao Xue (Xina)               | 2504 | 0 | 0 | ½ | 0 | 1 | 1 | X | 0 | ½ | 1  | ½  | 1  | 5.5/11 | 27.75 | 2501 | 70  |
| 8  | Olga Girya (Rússia)           | 2442 | 1 | 0 | 0 | ½ | 0 | ½ | 1 | X | 0 | ½  | 1  | ½  | 5.0/11 | 27.75 | 2474 | 40  |
| 9  | Maria Muzitxuk (Ucraïna)      | 2561 | 0 | ½ | ½ | ½ | 1 | 0 | ½ | 1 | X | ½  | 0  | ½  | 5.0/11 | 27.00 | 2464 | 40  |
| 10 | Lela Javakhishvili (Geòrgia)  | 2489 | 0 | 1 | 0 | 0 | ½ | ½ | 0 | ½ | ½ | X  | 1  | 1  | 5.0/11 | 25.50 | 2470 | 40  |
| 11 | Elina Danielian (Armènia)     | 2445 | 0 | 0 | 1 | ½ | ½ | ½ | ½ | 0 | 1 | 0  | X  | ½  | 4.5/11 |       | 2442 | 20  |
| 12 | Bela Khotenashvili (Geòrgia)  | 2493 | ½ | ½ | ½ | ½ | ½ | 0 | 0 | ½ | ½ | 0  | ½  | X  | 4.0/11 |       | 2405 | 10  |

### Chengdu 2016
|    | Jugadora                  | Ràting | 1 | 2 | 3 | 4 | 5 | 6 | 7 | 8 | 9 | 10 | 11 | 12 | Total | Ràting (canvi) | H2H | Victòries | SB    | TPR  | GP  |
| -- | ------------------------- | ------ | - | - | - | - | - | - | - | - | - | -- | -- | -- | ----- | -------------- | --- | --------- | ----- | ---- | --- |
| 1  | Harika Dronavalli (IND)   | 2526   | * | 1 | ½ | ½ | ½ | ½ | ½ | ½ | 1 | ½  | 1  | ½  | 7     | +13            | 1   | 3         | 37.50 | 2612 | 145 |
| 2  | Koneru Humpy (IND)        | 2575   | 0 | * | ½ | 1 | 0 | ½ | 1 | 1 | ½ | 1  | 1  | ½  | 7     | +5             | 0   | 5         | 36.00 | 2607 | 145 |
| 3  | Ju Wenjun (CHN)           | 2578   | ½ | ½ | * | ½ | 1 | ½ | 0 | ½ | ½ | ½  | ½  | 1  | 6     | -6             | 1½  | 2         | 32.00 | 2541 | 93⅓ |
| 4  | Antoaneta Stefanova (RUS) | 2512   | ½ | 0 | ½ | * | ½ | ½ | 1 | ½ | 1 | ½  | ½  | ½  | 6     | +5             | 1   | 2         | 31.75 | 2547 | 93⅓ |
| 5  | Anna Muzitxuk (UKR)       | 2545   | ½ | 1 | 0 | ½ | * | 1 | ½ | ½ | ½ | ½  | ½  | ½  | 6     | -1             | ½   | 2         | 33.25 | 2544 | 93⅓ |
| 6  | Bela Khotenashvili (GEO)  | 2454   | ½ | ½ | ½ | ½ | 0 | * | ½ | 1 | ½ | 0  | ½  | 1  | 5½    | +9             | 1½  | 2         | 29.25 | 2516 | 60  |
| 7  | Zhao Xue (CHN)            | 2510   | ½ | 0 | 1 | 0 | ½ | ½ | * | ½ | ½ | ½  | ½  | 1  | 5½    | +0             | 1   | 2         | 28.50 | 2511 | 60  |
| 8  | Maria Muzitxuk (UKR)      | 2545   | ½ | 0 | ½ | ½ | ½ | 0 | ½ | * | ½ | ½  | 1  | 1  | 5½    | -6             | ½   | 2         | 27.75 | 2508 | 60  |
| 9  | Lela Javakhishvili (GEO)  | 2487   | 0 | ½ | ½ | 0 | ½ | ½ | ½ | ½ | * | 1  | ½  | ½  | 5     | -1             | 1   | 1         | 26.50 | 2477 | 35  |
| 10 | Olga Girya (RUS)          | 2444   | ½ | 0 | ½ | ½ | ½ | 1 | ½ | ½ | 0 | *  | ½  | ½  | 5     | +6             | 0   | 1         | 27.25 | 2481 | 35  |
| 11 | Tan Zhongyi (CHN)         | 2495   | 0 | 0 | ½ | ½ | ½ | ½ | ½ | 0 | ½ | ½  | *  | ½  | 4     | -12            | 0   | 0         | 21.25 | 2411 | 20  |
| 12 | Pia Cramling (SWE)        | 2463   | ½ | ½ | 0 | ½ | ½ | 0 | 0 | 0 | ½ | ½  | ½  | *  | 3½    | -12            | 0   | 0         | 20.00 | 2383 | 10  |

### Khanty-Mansiysk 2016
|    | Jugadora                        | Ràting | 1 | 2 | 3 | 4 | 5 | 6 | 7 | 8 | 9 | 10 | 11 | 12 | Total | Ràting (canvi) | H2H | Victòries | SB | TPR | GP  |
| -- | ------------------------------- | ------ | - | - | - | - | - | - | - | - | - | -- | -- | -- | ----- | -------------- | --- | --------- | -- | --- | --- |
| 1  | Ju Wenjun (CHN)                 | 2580   | * | 1 | 1 | 1 | ½ | ½ | 0 | ½ | ½ | ½  | 1  | +  | 7½    | +2             | 0   | 4         |    |     | 160 |
| 2  | Nino Batsiashvili (GEO)         | 2489   | 0 | * | 0 | ½ | 1 | ½ | 1 | 1 | 1 | ½  | 0  | 1  | 6½    | +10            | 0   | 5         |    |     | 130 |
| 3  | Valentina Gúnina (RUS)          | 2525   | 0 | 1 | * | 0 | ½ | 1 | 1 | 0 | 0 | ½  | 1  | 1  | 6     | -2             | 2½  | 5         |    |     | 82  |
| 4  | Sarasadat Khademalsharieh (IRI) | 2435   | 0 | ½ | 1 | * | ½ | ½ | ½ | ½ | ½ | 1  | ½  | ½  | 6     | +14            | 2½  | 2         |    |     | 82  |
| 5  | Harika Dronavalli (IND)         | 2543   | ½ | 0 | ½ | ½ | * | ½ | ½ | 1 | ½ | ½  | ½  | 1  | 6     | -4             | 2   | 2         |    |     | 82  |
| 6  | Olga Girya (RUS)                | 2450   | ½ | ½ | 0 | ½ | ½ | * | ½ | ½ | 0 | 1  | 1  | 1  | 6     | +11            | 1½  | 3         |    |     | 82  |
| 7  | Aleksandra Kosteniuk (RUS)      | 2555   | 1 | 0 | 0 | ½ | ½ | ½ | * | ½ | ½ | 1  | 1  | ½  | 6     | -6             | 1½  | 3         |    |     | 82  |
| 8  | Natàlia Júkova (UKR)            | 2448   | ½ | 0 | 1 | ½ | 0 | ½ | ½ | * | ½ | ½  | ½  | 1  | 5½    | +7             | 0   | 2         |    |     | 50  |
| 9  | Bela Khotenashvili (GEO)        | 2426   | ½ | 0 | 1 | ½ | ½ | 1 | 0 | ½ | * | 0  | ½  | ½  | 5     | +5             | 0   | 2         |    |     | 40  |
| 10 | Natalia Pogonina (RUS)          | 2492   | ½ | ½ | ½ | 0 | ½ | 0 | 0 | ½ | ½ | *  | ½  | ½  | 4½    | -10            | ½   | 0         |    |     | 25  |
| 11 | Lela Javakhishvili (GEO)        | 2461   | 0 | 1 | 0 | ½ | ½ | 0 | ½ | ½ | ½ | ½  | *  | ½  | 4½    | -6             | ½   | 1         |    |     | 25  |
| 12 | Almira Skripchenko (FRA)        | 2455   | - | 0 | 0 | ½ | 0 | 0 | ½ | 0 | ½ | ½  | ½  | *  | 2½    | -21            | 0   | 0         |    |     | 10  |

## Classificació del Gran Prix
Al tercer torneig, la jugadora de més ràting, Hou Yifan va abandonar el Grand-Prix. Koneru Humpy liderava la general després de quatre torneigs, però després de guanyar el cinquè i darrer, Ju Wenjun es va assegurar la victòria global.
| Rank | Jugadora                        | Set.2015 Ràting | Monte Carlo | Teheran | Batumi | Chengdu | Khanty- Mansiysk | Total |
| ---- | ------------------------------- | --------------- | ----------- | ------- | ------ | ------- | ---------------- | ----- |
| 1    | Ju Wenjun (CHN)                 | 2542            |             | 160     |        | 93⅓     | 160              | 413⅓  |
| 2    | Koneru Humpy (IND)              | 2578            | 120         | 70      |        | 145     |                  | 335   |
| 3    | Valentina Gúnina (RUS)          | 2529            |             | 45      | 160    |         | 82               | 287   |
| 4    | Aleksandra Kosteniuk (RUS)      | 2530            | 65          |         | 130    |         | 82               | 277   |
| 5    | Dronavalli Harika (IND)         | 2508            |             | 45      |        | 145     | 82               | 272   |
| 6    | Zhao Xue (CHN)                  | 2524            |             | 120     | 70     | 60      |                  | 250   |
| 7    | Nino Batsiashvili (GEO)         | 2500            |             | 15      | 100    |         | 130              | 245   |
| 8    | Anna Muzitxuk (UKR)             | 2549            | 30          |         | 100    | 93⅓     |                  | 223⅓  |
| 9    | Maria Muzitxuk (UKR)            | 2528            | 120         |         | 40     | 60      |                  | 220   |
| 10   | Sarasadat Khademalsharieh (IRI) | 2397            | 10          | 120     |        |         | 82               | 212   |
| 11   | Nana Dzagnidze (GEO)            | 2573            | 50          | 85      | 70     |         |                  | 205   |
| 12   | Natalia Pogonina (RUS)          | 2445            | 85          | 85      |        |         | 25               | 195   |
| 13   | Antoaneta Stefanova (BUL)       | 2500            | 65          | 15      |        | 93⅓     |                  | 173⅓  |
| 14   | Hou Yifan (CHN)                 | 2671            | 160         |         |        |         |                  | 160   |
| 15   | Olga Girya (RUS)                | 2483            |             |         | 40     | 35      | 82               | 157   |
| 16   | Natàlia Júkova (UKR)            | 2482            | 30          | 60      |        |         | 50               | 140   |
| 17   | Pia Cramling (SWE)              | 2513            | 85          | 30      |        | 10      |                  | 125   |
| 18   | Almira Skripchenko (FRA)        | 2441            | 30          |         | 70     |         | 10               | 110   |
| 19   | Bela Khotenashvili (GEO)        | 2502            |             |         | 10     | 60      | 40               | 110   |
| 20   | Lela Javakhishvili (GEO)        | 2463            |             |         | 40     | 35      | 25               | 100   |
| 21   | Elina Danielian (ARM)           | 2474            |             |         | 20     |         |                  | 20    |
| 21   | Tan Zhongyi (CHN)               | 2492            |             |         |        | 20      |                  | 20    |